# 旅の歌
『旅の歌』（たびのうた、Songs of Travel ）は、レイフ・ヴォーン・ウィリアムズがバリトンのために作曲した9曲からなる連作歌曲。詩はロバート・ルイス・スティーヴンソンの同名の作品から採られている。 
この歌曲集は元々ピアノ伴奏歌曲として書かれたものだった。ヴォーン・ウィリアムズが第1、3、8曲を管弦楽編曲し、残りの6曲には助手のロイ・ダグラスが同じ楽器編成で編曲を施した。管弦楽版はしばしば録音の機会に恵まれるが、ダグラスが共同編曲者であるという事実は必ずしも表記されているとは限らない。

## 概要
1901年から1904年にかけて作曲された本歌曲集は、ヴォーン・ウィリアムズが初めて本格的に手がけた歌曲となった。ロバート・ルイス・スティーヴンソンの同名の詩集に題材を得た本作は、『旅行者の歌曲集』として典型的なイギリスの一場面を見せてくれる。スティーヴンソンとヴォーン・ウィリアムズによって描かれる疲れながらも毅然とした旅行者の巡る世界は、シューベルトの『美しき水車小屋の娘』の娘のように純朴でもなければ、同じくシューベルトの『冬の旅』やマーラーの『さすらう若者の歌』の主人公のように破滅的な衝動を示すわけでもない。
曲集中の8曲目までの初演は、1904年にロンドンで行われた。曲集は完結した歌曲集とされていたが、出版社は全体をひとまとめにして受け取ることを拒絶した。そこで、曲集は2つの巻に分けられて2年の間を開けて出版されることになったが、「Whither Must I Wander」はいずれの巻にも含まれなかった。第9曲の「I Have Trod the Upward and the Downward Slope」は、ヴォーン・ウィリアムズの死後に妻のアーシュラが遺稿の中から発見し、出版されたものである。
録音にはブリン・ターフェルのもの（ドイツ・グラモフォン）などがある。

## 演奏時間
約20-24分（全曲を演奏の場合）

## 楽曲構成
1. The Vagabond （放浪者）
2. Let Beauty Awake （美しい人よ目覚めよ）
3. The Roadside Fire （道端の火）
4. Youth and Love （青春と恋）
5. In Dreams （夢の中で）
6. The Infinite Shining Heavens （無限に輝く空）
7. Whither Must I Wander （私はいずこにさすらうか）
8. Bright is the Ring of Words （言葉の響きは明るい）
9. I Have Trod the Upward and the Downward Slope （坂を上り、坂を下りた）
各題名の日本語訳はブリン・ターフェル盤の日本盤（ユニバーサルミュージック）による。

曲集にあるすべての楽曲にはテノールの声域でも歌唱可能なようにキーを上げたものが作成されており、従って少なくとも2つの調性の版が存在する。
「The Vagabond」は旅人の紹介であり、ピアノが奏でる重々しい行進調の和音がイングランドの片田舎での荒々しい旅を描く。「Let Beauty Awake」では独唱者が歌う傍らでピアノが長いアラベスク風の音型を奏で、歌にガリアの色彩をもたらす。ただし、ヴォーン・ウィリアムズがフランスで学ぶのは1908年のことである。「The Raodside Fire」においては万華鏡のように雰囲気が変化する。前半部では生き生きしたピアノ伴奏が曲に陽気な印象を与える。後半になると歌は深刻さを増していき、旅行者は愛を持って私的な時間を心に描く。やがて明るい冒頭の音楽が回帰する。
「Youth and Love」は最愛の人を残して世界への冒険に旅立つ決然たる若者の歌である。とりわけ異国情緒溢れる第2節における心の鳥の歌声、滝、トランペットのファンファーレへの呼びかけが印象深い。第5曲の「In Dreams」は、曲集に非常に暗い中心を形作る。歌われる苦悶の様子は半音階とぎこちない転調で表現され、ピアノと終始打ち鳴らされる低い鐘の音で一層高められる。しかしながら、次の「The Infinite Shining Heavens」に入ると雰囲気は少し変化し、不変の自然の様子が別の角度から歌われる。
「Whither Must I Wander」は、ヴォーン・ウィリアムズの多くの『大曲』の中でも最初のものである。有節歌曲形式によって歌われる歌が過ぎ去りし過去の幸せな日々を思い起こし、世界は春が来るたびに生まれ変わるにもかかわらず、旅人は過去へ戻ることが出来ないのだと思い出させようとする。しかし、作曲者は「Bright is the ring of words」で聴衆をいくらか慰めようとする。全てのさすらい人（そして芸術家）はいつかはこの世を去らねばならないが、彼らの生み出した美は彼らが生きた証として残っていくだろうと聴衆に語りかけるのである。最後の曲である「I have trod the upward and the downward slope」は、1960年に遺作での出版という形で曲集に追加されたものである。この曲ではわずか4つのフレーズによってレチタティーヴォとアリオーソから成るオペラの縮小シーンが形作られ、その中で4つの歌からの引用を交えて曲集を振り返る。冒頭の和音で全曲を締めくくることにより、旅人のさすらいが永遠に、死してなお続くことを示唆している。